# 第7後方支援連隊
第7後方支援連隊（だいななこうほうしえんれんたい、JGSDF 7th Logistic Support Regiment）は、陸上自衛隊東千歳駐屯地（北海道千歳市）に連隊本部が駐屯する第7師団隷下の後方支援部隊である。

## 概要
連隊長は1等陸佐（二）が充てられ、第7師団各部隊等に対する補給、整備・回収、輸送、衛生等の各種後方支援業務を任務とするほか、災害派遣や民生協力、国際貢献活動も行っている。師団・旅団に編成される後方支援連隊（隊）の中で最古の歴史を持つ。

## 沿革
- 1981年（昭和56年）3月25日：第7師団の機甲師団への改編に伴い、後方支援機能の効率化を図るため、師団内の武器大隊、補給隊、装甲輸送隊、衛生隊を統合し第7後方支援連隊が東千歳駐屯地において編成完結。
- 1996年（平成08年）3月29日：部隊改編。

1. 師団司令部第4部長職が専任化され、連隊長との兼補が解除。
2. 武器隊を武器大隊に改編。

- 2000年（平成12年）3月28日：部隊改編。

1. 武器大隊に師団隷下の諸部隊の整備部門を統合し、第1整備大隊、第2整備大隊に改編。一部はコア部隊化される。
2. 第7化学防護隊の補給整備班が第7後方支援連隊の隷下に異動。

- 2014年（平成26年）3月26日：即自訓練終了に伴いコア化部隊を廃止。

## 部隊編成
特記ないものは東千歳駐屯地内に所在している。
- 第7後方支援連隊本部
- 第7後方支援連隊本部付隊「7後支-本」
  - 隊本部班
  - 連隊本部班
  - 通信小隊
- 第1整備大隊
  - 第1整備大隊本部
  - 第1整備大隊本部付隊「7後支-1整-本」
  - 車両整備中隊「7後支-1整-車」
  - 火器整備隊「7後支-1整-火」
  - 施設整備隊「7後支-1整-施」：第7施設大隊を支援
  - 通信電子整備隊「7後支-1整-通」：第7通信大隊を支援
  - 工作回収隊
- 第2整備大隊
  - 第2整備大隊本部
  - 第2整備大隊本部付隊「7後支-2整-本」
  - 普通科直接支援中隊「7後支-2整-普」：第11普通科連隊を支援
  - 第1戦車直接支援中隊「7後支-2整-1戦」（北千歳駐屯地）：第71戦車連隊を支援
  - 第2戦車直接支援中隊「7後支-2整-2戦」（北恵庭駐屯地）：第72戦車連隊を支援
  - 第3戦車直接支援中隊「7後支-2整-3戦」（南恵庭駐屯地）：第73戦車連隊を支援
  - 特科直接支援中隊「7後支-2整-特」：第7特科連隊を支援
  - 高射直接支援中隊「7後支-2整-高」（静内駐屯地）：第7高射特科連隊を支援
  - 偵察直接支援隊「7後支-2整-偵」：第7偵察隊を支援
- 補給隊「7後支-補」
  - 補給隊本部
  - 補給隊本部付隊
  - 需品補給小隊
  - 部品補給小隊
  - 業務小隊
- 輸送隊「7後支-輸」
  - 東千歳自動車教習所
- 衛生隊「7後支-衛」
  - 衛生隊本部
  - 救急車小隊
  - 治療隊

## 主要幹部
| 官職名            | 階級          | 氏名   | 補職発令日     | 前職                 |
| ----------------- | ------------- | ------ | -------------- | -------------------- |
| 第7後方支援連隊長 | 1等陸佐（二） | 小島茂 | 2024年08月01日 | 西部方面総監部監察官 |

| 代 | 氏名         | 在職期間                        | 前職                                              | 後職                                               |
| -- | ------------ | ------------------------------- | ------------------------------------------------- | -------------------------------------------------- |
| 01 | 稲川博司     | 1981年03月25日 - 1982年08月01日 | 第7師団司令部勤務                                 | 陸上自衛隊武器補給処総務部長                       |
| 02 | 安達源       | 1982年08月02日 - 1984年07月31日 | 陸上自衛隊幹部学校主任教官                        | 統合幕僚会議事務局第3幕僚室勤務                    |
| 03 | 木村欣浩     | 1984年08月01日 - 1986年07月31日 | 陸上幕僚監部教育訓練部教育課 教材班長             | 中部方面総監部人事部長                             |
| 04 | 関藤一彦     | 1986年08月01日 - 1988年03月31日 | 陸上幕僚監部装備部需品課長                        | 陸上自衛隊需品補給処副処長                         |
| 05 | 土井義尚     | 1988年04月01日 - 1990年03月15日 | 陸上幕僚監部調査部付                              | 陸上幕僚監部人事部人事計画課 援護室長              |
| 06 | 古泉洋       | 1990年03月16日 - 1992年03月15日 | 陸上幕僚監部装備部武器・化学課 火器班長           | 東部方面総監部装備部長                             |
| 07 | 大坪邦明     | 1992年03月16日 - 1994年07月31日 | 陸上自衛隊化学学校研究部長                        | 陸上自衛隊幹部学校主任教官                         |
| 08 | 清水重周     | 1994年08月01日 - 1997年03月25日 | 陸上幕僚監部装備部輸送課 道路・航空班長           | 東部方面輸送隊長                                   |
| 09 | 藤野毅       | 1997年03月26日 - 1999年07月08日 | 陸上幕僚監部監理部会計課 予算班長                 | 統合幕僚会議事務局第1幕僚室 企画調整官 兼 企画班長 |
| 10 | 榊枝宗男     | 1999年07月09日 - 2001年06月28日 | 陸上幕僚監部防衛部運用課 国際協力室長             | 陸上幕僚監部警務管理官                             |
| 11 | 小渕信夫     | 2001年06月29日 - 2003年03月26日 | 陸上幕僚監部調査部調査課 企画班長                 | 陸上幕僚監部装備部開発課長                         |
| 12 | 村本隆嗣     | 2003年03月27日 - 2005年04月15日 | 東部方面総監部人事部人事課長                      | 陸上自衛隊関東補給処用賀支処長 兼 用賀駐屯地司令   |
| 13 | 室園信宏     | 2005年04月16日 - 2007年03月31日 | 陸上幕僚監部装備部需品課総括班長                  | 陸上自衛隊需品学校教育部長                         |
| 14 | 増田潤一     | 2007年04月01日 - 2008年12月15日 | 統合幕僚監部運用部運用第1課 運用調整官            | 東部方面総監部装備部長                             |
| 15 | 寅岡一也     | 2008年12月16日 - 2010年07月31日 | 統合幕僚監部首席後方補給官付 後方補給室勤務       | 陸上自衛隊九州補給処装備計画部長                   |
| 16 | 澤村信       | 2010年08月01日 - 2011年07月22日 | 陸上幕僚監部装備部武器・化学課 化学室長           | 第7師団司令部付                                    |
| 17 | 佐々木龍太郎 | 2011年07月23日 - 2013年07月31日 | 陸上幕僚監部防衛部 情報通信・研究課情報通信室勤務 | 陸上自衛隊東北補給処装備計画部長                   |
| 18 | 吉塚毅       | 2013年08月01日 - 2015年03月31日 | 陸上幕僚監部装備部武器・化学課 弾薬班長           | 陸上自衛隊研究本部主任研究開発官                   |
| 19 | 小薗井明裕   | 2015年04月01日 - 2017年03月22日 | 陸上幕僚監部装備部装備計画課勤務                  | 自衛隊新潟地方協力本部長                           |
| 20 | 加藤隆雄     | 2017年03月23日 - 2019年03月22日 | 陸上幕僚監部装備計画部 武器・化学課総括班長       | 陸上自衛隊武器学校第1教育部長                      |
| 21 | 宮崎紀彦     | 2019年03月23日 - 2020年08月24日 | 陸上幕僚監部監理部会計課予算班長                  | 陸上幕僚監部監理部会計課長                         |
| 22 | 久保晃一     | 2020年08月25日 - 2022年07月31日 | 陸上幕僚監部装備計画部装備計画課 補給管理班長     | 防衛装備庁調達事業部武器調達官                     |
| 23 | 中島孝太郎   | 2022年08月01日 - 2024年07月31日 | 陸上幕僚監部装備計画部武器・化学課 総括班長       | 陸上自衛隊関西補給処装備計画部長                   |
| 24 | 小島茂       | 2024年08月01日 -                | 西部方面総監部監察官                              |                                                    |

## 主要装備
- 重レッカ
- 軽レッカ
- 73式装甲車
- 90式戦車回収車
- 78式戦車回収車[要検証 – ノート]
- 3トン半水タンク車
- 3トン半燃料タンク車
- 3トン半航空用燃料タンク車
- 野外炊具
- 野外洗濯セット2型
- 野外入浴セット2型
- 浄水セット（車載型）
- 野外手術システム
- 1トン半救急車
- 1/2tトラック / 73式小型トラック
- 1 1/2tトラック / 73式中型トラック
- 3 1/2tトラック / 73式大型トラック
- 7tトラック / 74式特大型トラック
- 89式5.56mm小銃
- 9mm拳銃
- 12.7mm重機関銃M2
- 84mm無反動砲

## 廃止部隊
- 2000年（平成12年）3月28日廃止
  - 第7後方支援連隊武器大隊：第1整備大隊。第2整備大隊に改編。一部はコア部隊化される。